# Myrthen-Kränze
Myrthen-Kränze, op. 154, är en vals av Johann Strauss den yngre. Den spelades första gången den 27 april 1854 i Wien.

## Historia
Verket komponerades med anledning av bröllopet mellan kejsaren Frans Josef I och prinsessan Elisabeth av Bayern (Sissi). Bröllopet ägde rum den 24 april 1854 i Hofburg och tre dagar senare, vid en hovbal i Rittersaal i nämnda Hofburg, framförde Johann Strauss den yngre sin hyllningsvals i närvaro av de nygifta. Strauss citerar i valsen både den österrikiske nationalsången Gott erhalte Franz den Kaiser (komponerad av Joseph Haydn) och den bayerska. Från början bar valsen titeln Elisabethen-Klänge men fick på grund av hovetiketten ändras till Myrthen-Kränze (myrtenkransar var sedan antiken ett vanligt inslag vid bröllop).

## Om valsen
Speltiden är ca 9 minuter och 15 sekunder plus minus några sekunder beroende på dirigentens musikaliska tolkning.

## Weblänkar
- Myrthen-Kränze i Naxos-utgåvan.